# Xã Morgan, Quận Traill, Bắc Dakota
Xã Morgan (tiếng Anh: Morgan Township) là một xã thuộc quận Traill, tiểu bang Bắc Dakota, Hoa Kỳ. Năm 2010, dân số của xã này là 91 người.